# Parafia św. Mikołaja w Dąbiu
Parafia Świętego Mikołaja Biskupa w Dąbiu – rzymskokatolicka parafia położona w południowej części gminy Dąbie. Administracyjnie należy do diecezji włocławskiej (dekanat kłodawski). Zamieszkuje ją 3030 wiernych.
Odpust parafialny odbywa się we wspomnienie Świętego Mikołaja – 6 grudnia.

## Duszpasterze
- proboszcz: ks. Maciej Naraziński
- wikariusz: ks. Damian Donderowicz

## Kościoły
- kościół parafialny: Kościół św. Mikołaja Biskupa w Dąbiu
- kaplica filialna: Kaplica w Karszewie
- kaplica filialna: Kaplica w Tarnówce